# Адлер, Стелла
Сте́лла А́длер (англ. Stella Adler; 10 февраля 1901, Нью-Йорк — 21 декабря 1992, Лос-Анджелес, Калифорния) — американская актриса и один из самых известных преподавателей актёрского мастерства. Она основала собственную школу Stella Adler Studio of Acting в Нью-Йорке в 1949 году. Единственная американская актриса, обучавшаяся у Константина Станиславского.

## Биография

### Ранняя жизнь

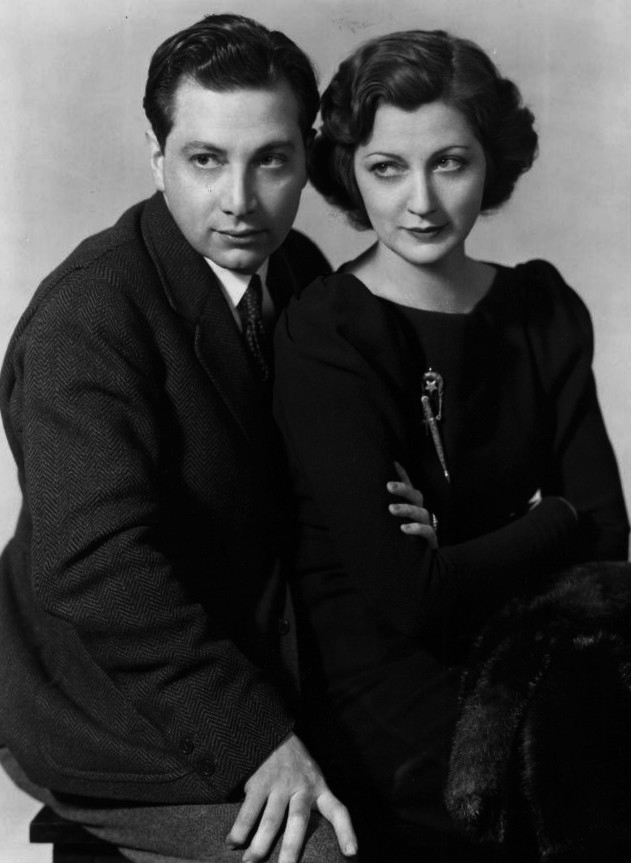
Стелла Адлер и её младший брат Лютер в рекламном фото к спектаклю «Awake and Sing!», 1936 год

Стелла Адлер родилась в Нижнем Ист-Сайде Нью-Йорка в еврейской семье. Она была младшей дочерью Сары и Джейкоба Адлеров, сестрой Лютера и Джея Адлеров и сводной сестрой Чарльза Адлера и Селии Адлер. Все пятеро её братьев и сестёр были актёрами. Адлеры составляли еврейско-американскую актёрскую династию Адлер, начало которой было положено в районе театров на идише и которая была значительной частью яркой этнической театральной сцены, процветавшей в Нью-Йорке с конца XIX века до 1950-х годов. Стелла Адлер стала самым известным и влиятельным членом своей семьи. Она начала выступать в возрасте четырёх лет в составе независимой идиш-арт компании своих родителей.

### Карьера
Адлер начала свою актёрскую карьеру в возрасте четырёх лет в спектакле Broken Hearts в театре Гранд-стрит в Нижнем Ист-Сайде, в составе независимой идиш-арт компании её родителей Independent Yiddish Art Company. Она выросла, выступая вместе с родителями, часто играя роли мальчиков и девочек. Её рабочий график позволял выделять лишь небольшое время для учёбы, но когда это было возможно, она училась в государственных школах и Нью-Йоркском университете. Дебютировала в Лондоне в возрасте 18 лет в роли Наоми в спектакле Elisa Ben Avia с труппой отца, в которой она состояла в течение года перед возвращением в Нью-Йорк. В Лондоне она встретила своего первого мужа, англичанина Горация Элиашева; их недолгий брак, однако, закончился разводом.
Адлер дебютировала на Бродвее в 1922 году в роли бабочки в спектакле The World We Live In. В 1922—1923 годах известный театральный деятель Константин Станиславский совершил своё первое (и последнее) турне по США с Московским Художественным театром. Адлер, как и многие другие её соотечественники, увидела эти спектакли, которые оказали мощное влияние на её карьеру и Американский театр XX века. Она присоединилась к американскому лабораторному театру в 1925 году; там она познакомилась с учениями Станиславского, Ричарда Болеславского и Марии Успенской. В 1931 году вместе с Сэнфордом Мейснером и Элиа Казаном, среди прочих, она присоединилась к труппе Театра, основанного Харольдом Клурманом (Клурман стал вторым мужем Адлер в 1943), Ли Страсбергом и Черил Кроуфорд. С труппой театра, она работала в таких пьесах, как Success Story, Awake and Sing!, Paradise Lost, Golden Boy и More to Give to People. Коллектив театра был ведущим интерпретатором методики актёрского мастерства, основанной на творчестве и творчестве Станиславского.
В 1934 году Адлер посетила Париж с Харольдом Клурманом и посещала занятия актёрского мастерства Станиславского на протяжении пяти недель. За это время она узнала, что Станиславский пересмотрел свои взгляды на театральное искусство, подчеркнув, что актёр должен творить воображением, а не памятью. По возвращении она порвала со Страсбергом на фундаментальных аспектах метода действия.
В январе 1937 года Адлер переехала в Голливуд. Там она снималась в фильмах в течение шести лет под именем Стелла Ардлер (англ. Stella Ardler), периодически участвуя в постановках Театра Страсберга, Клурмана и Кроуфорд, пока он не распался в 1941 году. В конце концов, она вернулась в Нью-Йорк, чтобы играть, руководить и преподавать. Она преподавала в здании новой школы социальных исследований, Нью-Йорк, до основания Stella Adler Studio of Acting в 1949. В последующие годы она обучала Марлона Брандо, Джуди Гарланд, Элизабет Тейлор, Долорес дель Рио, Лину Хорн, Роберта Де Ниро, Элейн Стритч, Мартина Шина, Харви Кейтеля, Мелани Гриффит, Питера Богдановича и Уоррена Битти. Она также преподавала в новой школе и Йельской школе драмы. В течение многих лет Адлер руководила кафедрой драмы в Нью-Йоркском университете и стала одним из ведущих американских преподавателей актёрского мастерства.
Стелла Адлер была не просто преподавателем актёрского мастерства. Через свою работу она передает наиболее ценную информацию — как открыть природу нашей собственной эмоциональной механики и, следовательно, других. Она никогда не позволяла себе вульгарных подвигов, как это делали некоторые другие известные актёры, используя так называемые «методы» актерского мастерства. В результате ее вклад в театральную культуру остался в значительной степени неизвестным, непризнанным и недооцененным.Марлон Брандо
В 1988 году она опубликовала The Technique of Acting с предисловием Марлона Брандо. С 1926 по 1952 год она регулярно появлялась на Бродвее. Она появилась только в трех фильмах: Love on Toast (1937), Shadow of the Thin Man (1941) и My Girl Tisa (1948). Свою актёрскую карьеру она завершила в 1961 году, спустя 55 лет. За это время, а также в течение многих лет после этого, она стала известным учителем актёрского мастерства.

### Личная жизнь
Адлер была родственницей Джерри Адлера (Эдлера), актёра и театрального режиссёра.
Адлер трижды была замужем:
1. Гораций Элиашеф, отец её единственного ребёнка, дочери Эллен. Даты брака и развода неизвестны.
2. Харольд Клурман[13][14], с 1943 по 1960 год
3. Митчелл Уилсон. Стелла Адлер вышла замуж за Уилсона, физика и писателя, и состояла с ним в браке до его смерти в 1973 году.

С 1938 по 1946 год она была невесткой актрисы Сильвии Сидни. В то время Сидни была замужем за братом Стеллы Лютером и подарила Стелле племянника. Даже после развода Сидни и Лютера Стелла Адлер с Сильвией оставались близкими друзьями.

### Смерть
Стелла Адлер скончалась от сердечной недостаточности 21 декабря 1992 года в возрасте 91 года в Лос-Анджелесе, пережив всех своих братьев и сестёр. Она была похоронена на кладбище Маунт Кармел в Глендейле, штат Нью-Йорк.

## Взгляды на актёрское мастерство
Адлер была единственной американской актрисой, которая обучалась у Константина Станиславского. Она была видным членом Театра, но разногласия с Ли Страсбергом по поводу системы Станиславского (позже развитой Страсбергом в метод актёрского мастерства) заставили её покинуть труппу. Она однажды сказала:
Опираясь на эмоции, которые я испытала — например, когда умерла моя мать — можно было бы создать роль больного и шизофреника. Если это актерство, я не хочу в этом участвовать.
Позднее Адлер вновь встретилась со Станиславским и расспросила его об интерпретации Страсберга. Константин Станиславский сказал ей, что отказался от эмоциональной памяти, которая была доминирующей парадигмой Страсберга, но они оба верили, что актёры не имеют того, что требуется, чтобы играть различные роли, уже заложенных в них, и что необходимы обширные исследования, чтобы понять опыт персонажей, которые имеют разные духовные ценности, происходящие из разных культур.
Как и Станиславский, Адлер понимала «золото», сокрытое в демонстрации персонажа. Актёры должны стимулировать эмоциональные переживания, представляя «данные обстоятельства», сцены, а не вспоминая переживания из своей собственной жизни. Она также понимала, что 50 % актёрской работы являются внутренними (воображение, эмоции, действие, воля) и 50 % — внешними (характеристика, способ ходьбы, голос, фехтование, спорт). Чтобы сделать персонажа на сцене реалистичным, актёры должны изучить роль и сделать свой выбор на основе того, что получается из полученного материала.
Например, если персонаж говорит о верховой езде, человек должен знать что-то о верховой езде как актёр, иначе он будет притворяться. Что ещё более важно, нужно изучать ценности разных людей, чтобы понять, что значили бы для людей ситуации, когда эти ситуации могут ничего не значить в собственной культуре актёра. Без этой работы, по словам Адлер, актёр выходит на сцену «голым». Этот подход стал известен и Марлону Брандо, и Роберту Де Ниро.
Адлер также тренировала чувственное воображение актёров, чтобы сделать переживания персонажей более яркими. Она считала, что актёру необходимо овладеть физическими и вокальными аспектами актёрского мастерства, чтобы управлять сценой, и что весь язык тела должен быть тщательно обработан, а голоса должны быть ясными и выразительными. Она часто именовала это достоинством сцены.
Певица Дженис Иан стала ученицей Адлер в начале 1980-х годов, желая чувствовать себя более комфортно на сцене, и две женщины оставались близкими друзьями до смерти Адлер. В её автобиографии «Society’s Child» (2008), Ян вспоминала, что Адлер не мирилась с отсутствием прогресса у студентов. Однажды она дала одному из своих студентов десять центов и попросила его позвонить его матери, чтобы та забрала его, поскольку «ему уже нечего делать в театре». В другой раз Адлер насильно сорвала платье с актрисы, чтобы заставить её сыграть сцену по-другому.

## Stella Adler Studio of Acting
Stella Adler Studio of Acting (ранее Stella Adler Conservatory) — это престижная школа актёрского мастерства, основанная актрисой и педагогом Стеллой Адлер. Студия актёрского мастерства Stella Adler имеет две локации: свою оригинальную Нью-Йоркскую консерваторию, основанную в 1949 году, и студию актёрского мастерства в Лос-Анджелесе. Студия актёрского мастерства Stella Adler не связана с консерваторией Stella Adler, созданной в Лос-Анджелесе в 1985 году.

### Основание
Параллельно с работой в качестве актёра и режиссёра, Стелла Адлер начала преподавать в начале 1940-х годов в мастерской Эрвина Пискатора в новой школе социальных исследований в Нью-Йорке. Она покинула факультет в 1949 году, чтобы создать свою собственную студию в Нью-Йорке в том же году.
Сочетая то, что она узнала от идишского театра, Бродвея, Голливуда, и Константина Станиславского, Стелла Адлер создала Stella Adler Theatre Studio, позже переименованную в Stella Adler Conservatory of Acting и в последнее время Stella Adler Studio of Acting, где   на протяжении десятилетий преподавала актёрское мастерство, а в 1985 году открыла академию Stella Adler Academy и театр в Лос-Анджелесе.
Студия предлагала курсы по актёрскому мастерству, голосу и речи, движениям и гриму, а также мастер-классы по анализу игры, характеру, подготовке сцены и актёрскому стилю. Сценический опыт приобретали постановки сцен и спектаклей перед приглашенной публикой. Среди её первых учеников были Марлон Брандо, Роберт Де Ниро, Уоррен Битти, Элейн Стритч, Марио Ван Пиблз, Харви Кейтель и Кэндис Берген.
Внук Адлер, Том Оппенгейм, который руководит Stella Adler Studio of Acting в Нью-Йорке и студией Art of Acting в Лос-Анджелесе, резюмирует свой подход к актёрскому мастерству как таковому: «совершенствование как актер и совершенствование как человек — синонимы».

### Учреждение в Нью-Йорке
Студия актёрского мастерства Стеллы Адлер в Нью-Йорке была основана в 1949 году. В 1969 году она стала первым профессиональным учебным заведением, которое присоединилось к Tisch School of the Arts. В 2000 году студия стала некоммерческой организацией 501. Stella Adler Studio of Acting преследует цель, которая заключается в создании среды для воспитания театральных артистов, которые ценят человечество, свое и чужое, как свой первый и самый ценный приоритет, предоставляя искусство и образование большому сообществу.

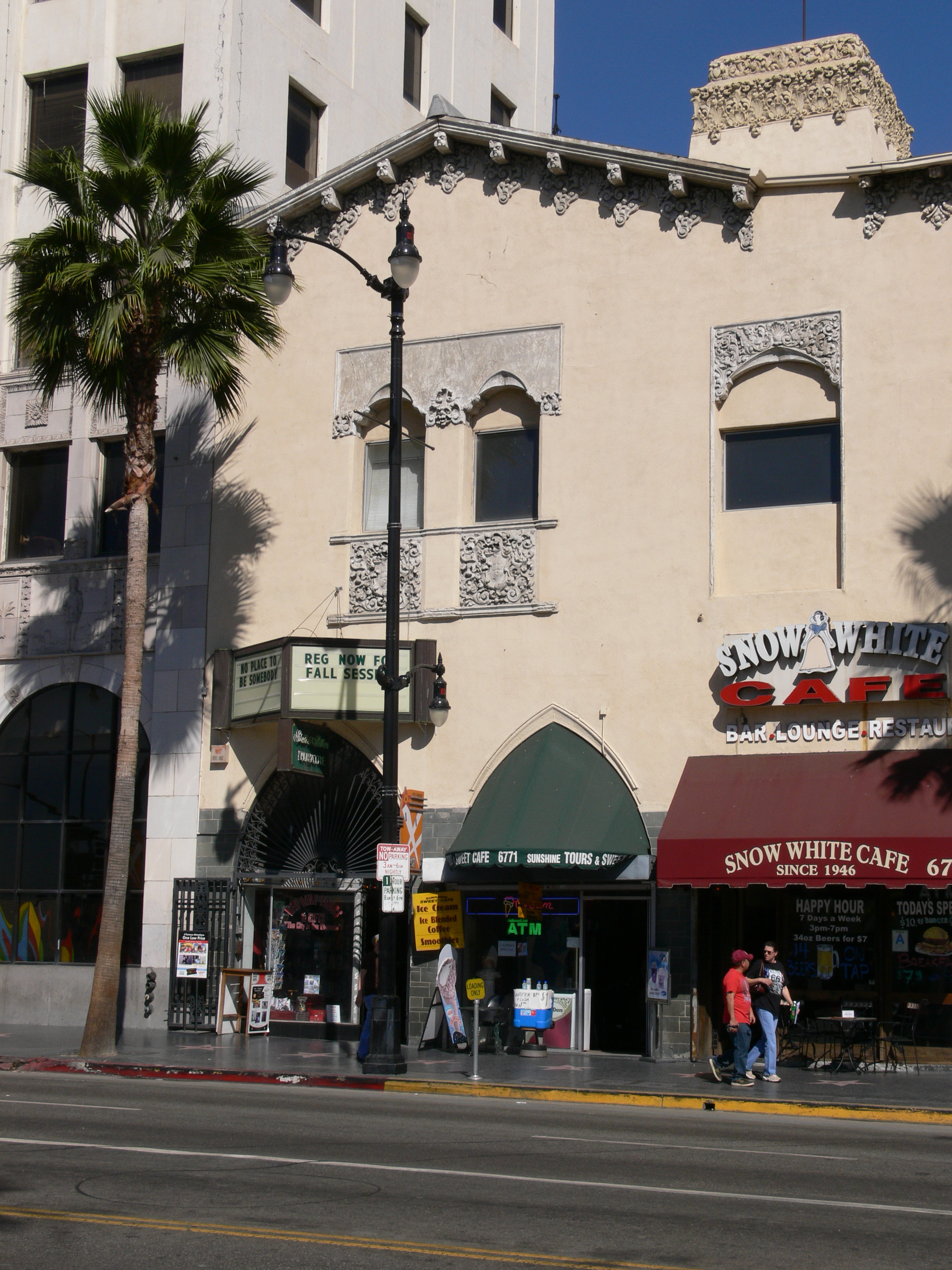
Театр Стеллы Адлер в Голливуде, Лос-Анджелес

Stella Adler Studio of Acting официальный филиал West Coast в Нью-Йорке. Студия актёрского мастерства Стеллы Адлер не связана с Академией стеллы адлер в Лос-Анджелесе.

### Учреждение в Лос-Анджелесе
Долгая история Адлер в Голливуде означала, что у неё были тесные и сильные связи в Лос-Анджелесе. Она преподавала в течение многих лет в различных местах в Лос-Анджелесе, и в конечном итоге открыла двери в Stella Adler Conservatory of Acting на Голливудском бульваре. Некоторые из известных людей, которые прошли через голливудскую консерваторию, включают Ника Нолте, Сальму Хайек, Эрика Штольца, Шона Эстина, Джона Чарльза Джопсона, Джона Риттера, Сибилл Шепард, Майкла Ричардса, Бенисио дель Торо [9] и Марка Руффало.
Протеже Адлер, Джоан Линвилл и Ирэн Гилберт, убедили её открыть академию в 1985 году в Лос-Анджелесе. Вместе Гилберт и Линвилл считаются соучредителями школы, и Адлер дала им разрешение использовать её имя. Гилберт была директором школы в течение 20 лет с самого её основания.
Первоначальная школа располагалась в небольшом театре на углу Голливудского бульвара и Аргайл-Авеню. Пожар вынудил временно закрыть школу в 1991 году. На момент смерти Стеллы Адлер в 1992 году здание находилось под угрозой сноса, чтобы освободить место для предполагаемой линии метро. В 1994 году Ирен Гилберт вновь открыла школу по адресу 6773 Голливудский бульвар и Highland Avenue. Новая школа была переименована в Stella Adler Academy of Acting, и отметила свое 25-летие в 2010 году. В этом историческом месте в 1930-х годах располагался знаменитый Посольский клуб.
Школа представляет собой актёрскую студию, предлагающую обширную подготовку для актёров театра, кино и телевидения. В здании находятся некоммерческий театр Стеллы Адлер, театр Ирен Гилберт, театр-студия, учебные классы, танцевальная студия, музыкальная студия, библиотека, гримёрные, видеотехнический зал, сценография и административные помещения, предназначенные для обучения по технике Стеллы Адлер.
Линвилл продолжает преподавать в академии в качестве ведущего инструктора на протяжении последних 25 лет. Ирэн Гилберт умерла в 2011 году.
В 2010 году выпускники школы сформировали театральный коллектив Stella Adler Los Angeles.

## Наследие
Техника Адлер, основанная на сбалансированном и прагматичном сочетании воображения и памяти, в значительной степени приписывается введению тонких и проницательных деталей и глубокому физическому воплощению персонажа. Элейн Стритч однажды сказала:
Каким необычным сочетанием была Стелла Адлер — богиня, полная магии и тайны, ребенок, полный невинности и уязвимости.
В книге «Acting: Onstage and Off» Роберт Бартон писал:
[Адлер] установила ценность актера, ставящего себя на место персонажа, а не наоборот… Больше, чем кто-либо другой, Стелла Адлер внесла в общественное сознание все пристальное внимание к тексту и анализу Станиславского.
В 1991 году Стелла Адлер была принята в Зал славы американского театра.
В 2004 году Центр Гарри Рэнсома при Техасском университете в Остине приобрел полный архив Адлер вместе с небольшой коллекцией её документов от её бывшего мужа Харольда Клурмана. Коллекция включает в себя переписку, рукописи, конспекты лекций, фотографии и другие материалы. Более 1100 аудио- и видеозаписей Адлерского обучения с 1960 по 1980-е годы были оцифрованы центром и доступны на сайте. Архив прослеживает её карьеру с самого начала в Нью-Йоркском театральном районе идиш к её встречам со Станиславским и коллективным театром, к её лекциям в студии актёрского мастерства Stella Adler.
В 2006 году она была удостоена посмертной звезды на Аллее славы Голливуда перед Театром Стеллы Адлер на Голливудском бульваре 6773.